# 1 E-26 kg
A különböző nagyságrendek összehasonlításának segítésére az alábbiakban fel vannak sorolva az atomtömegek a 10−26 kg és 10−25 kg (vagy 10 yoctogram és 0,1 zeptogram) között.
kisebb tömegek
- 11,5 yoctogramm – lítium atom tömege 6,941 amu
- 29,9 yoctogramm – víz molekula 18,015 amu
- 79,5 yoctogramm – titán atom 47,867 amu

nagyobb tömegek